# Stora Grandalsvatten
Stora Grandalsvatten är en sjö i Lilla Edets kommun i Bohuslän och ingår i Göta älvs huvudavrinningsområde.